# Nepenthes maxima
Nepenthes maxima là một loài nắp ấm thuộc họ Nắp ấm. Loài này phân phối khá rộng khắp, bao gồm Sulawesi, New Guinea và quần đảo Maluku. Nepenthes maxima thuộc "phức hợp N. maxima" được định nghĩa lỏng lẻo, bao gồm trong đó cả các loài khác như: N. boschiana, N. chaniana, N. epiphytica, N. eymae, N. faizaliana, N. fusca, N. klossii, N. platychila, N. stenophylla, và N. vogelii.